# Święty Gotard (Poznań)
Święty Gotard – osada przedlokacyjna, która istniała na terenie lokowanego w 1253 lewobrzeżnego Poznania. Obecnie nazwa zanikła. Osada w żadnych źródłach nie nosiła nazwy miasta, a mieszkańców nigdzie nie określono jako mieszczan (cives).

## Historia

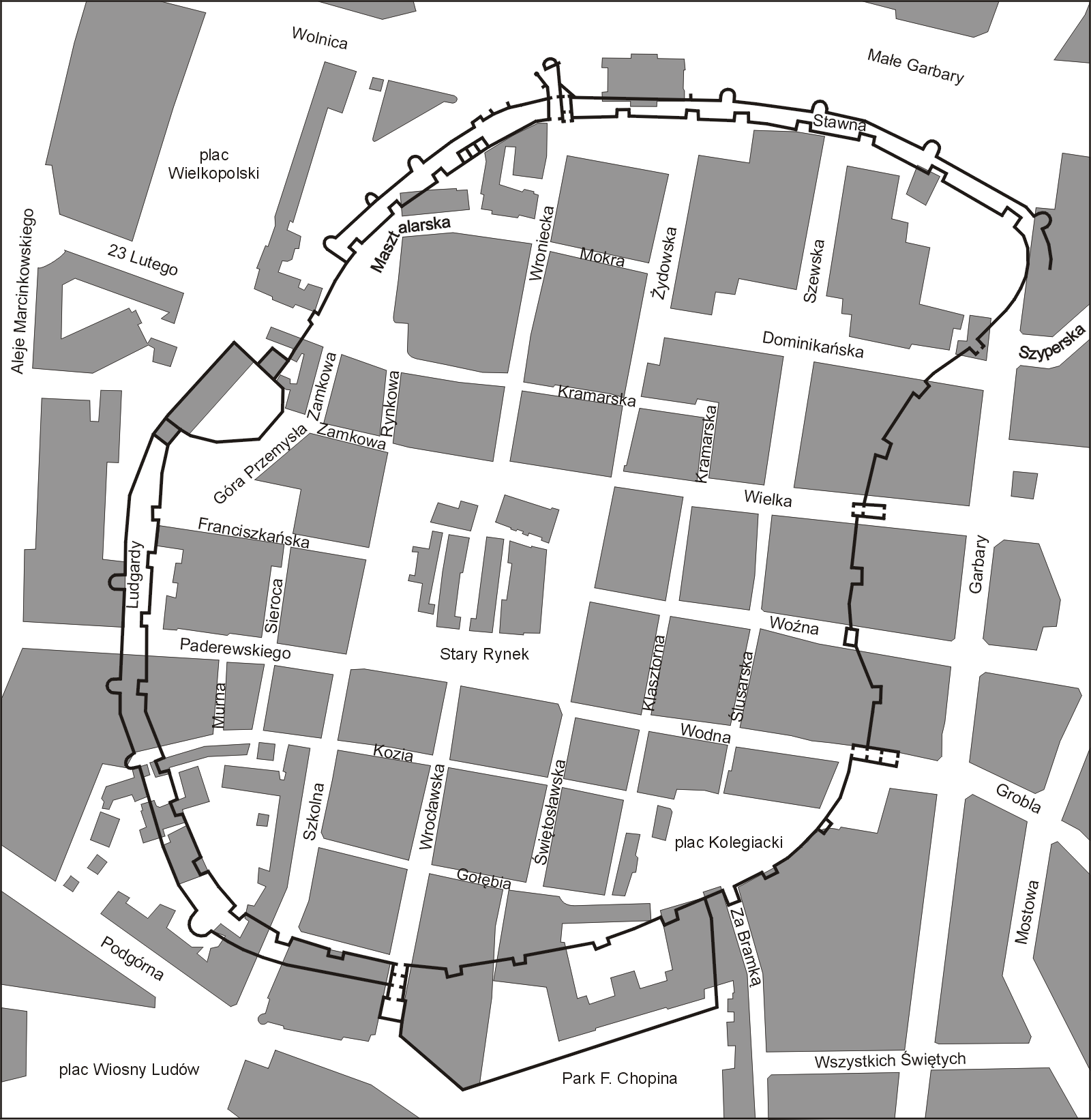
Wybrzuszenie planu miasta lokacyjnego na północnym wschodzie jest pozostałością po osadzie

Osada rozwijała się od połowy XII wieku w rejonie obecnego kościoła i klasztoru dominikańskiego. Miała regularną zabudowę i była stosunkowo ludnym ośrodkiem. Zamieszkiwali ją przede wszystkim rzemieślnicy trudniący się produkcją metalurgiczną i garncarską. Mogła mieć także charakter targowy, ponieważ w pobliżu znajdowała się przeprawa przez Wartę prowadząca ku Ostrowowi Tumskiemu, a zatem Poznaniowi przedlokacyjnemu. W centrum osady istniał kościół św. Gotarda, który po 1244 został zburzony (parafię przeniesiono na Święty Wojciech), a w jego miejscu postawiono okazalszy klasztor dominikański z fundacji książęcej Przemysła I i Bolesława Pobożnego. Spowodowało to kolejny etap rozwoju osady i jej powiększenie, jednak na krótko, ponieważ w 1253 nastąpiła lokacja lewobrzeżnego Poznania na prawie magdeburskim i Święty Gotard znalazł się wewnątrz murów. 
Plan miasta lokacyjnego jest w rejonie dawnej osady zdeformowany (wybrzuszony) i nie stanowi przez to jako całość owalu. Pozostałością osady było poszerzenie ulicy przed frontem kościoła Dominikanów, a także przy jego południowej elewacji. Na planach XVIII-wiecznych i późniejszych (m.in. z 1803) widać dwa lub trzy płytkie bloki zabudowy o zupełnie odmiennych proporcjach niż okoliczne. Istniało też wówczas nieregularne, ukośne przejście między budynkami.
Z osady prowadziła droga ku północnemu zachodowi, w kierunku pobliskiego Świętego Wojciecha i dalej na Winiary.